# Oualé
Der Oualé, oft auch Kompienga, ist ein rechter Nebenfluss des Pendjari (Oti) in Burkina Faso und Togo. 

## Verlauf
Der Fluss entspringt im Südosten Burkina Fasos. Er verläuft nahezu geradlinig in südöstlicher Richtung. Etwa 30 km vor seiner Mündung wird er im Kompienga-Stausee aufgestaut. Nach dem Verlassen des Sees überquert er die Grenze zu Togo. Der Oualé mündet etwa 25 km nach der Grenze in den Oti.

## Hydrometrie
Die durchschnittliche monatliche Durchströmung des Oualé gemessen an der hydrologischen Station bei Tagou (inzwischen durch den Stausee überflutet), bei dem größten Teil des Einzugsgebietes, in m³/s. Hier dargestellt das Jahr 1980.